# Famille Csapy
La famille Csapy (eszéni és polyánkai Csapy ou Chapy en hongrois) est une famille noble hongroise issue du clan Baksa.

## Historique
Le premier ancêtre de la famille Csapy est Tamás du clan Baksa, fils de Simon, qui achète en 1282 les domaines de Csap au clan Bechegregor. Il est également seigneur de Rát (1284) et de Ásvány (1286).
Au XIIIe siècle, la famille Csapy acquiert richesses, pouvoir - notamment dans le comté d'Ung - et prestige. Elle s'éteint au milieu du XVIIe siècle.

## Personnalités
- László Csapy et son frère Dancs (1290–1329) dit Tamás, sont cités comme főispáns de Zólyom et Liptó (fl. 1312).
- András Csapy, membre le plus célèbre. Persona grata à la cour, familier du roi ("regie nostre Maiestatis aulicus et nostre familiaris"), il est renommé à travers le royaume de Hongrie pour sa grande bravoure et sa fidélité. En 1418, il reçoit des armoiries du roi Sigismond et est fait chevalier du prestigieux Ordre du Dragon, dragon que l'on retrouve dans l'ornement extérieur de ses armes. Il fut notamment alispán de Zala et capitaine de Szentgyörgyvár. Sa fille Apollónia fut l'épouse de János Both de Bajna (†1493), ban de Croatie.
- László Csapy, nommé grand-Secrétaire Impérial (aug. Secretarius Imperatoris) en 1433, il accompagne le 13 juillet de la même année le roi Sigismond à Rome.
- Ákos Csapy, chevalier de la cour et conseiller du roi Sigismond (1387-1437).

## Pour approfondir